# Centrale de la Mitis-2
La centrale de la Mitis-2 est une centrale hydroélectrique et un barrage érigés sur la rivière Mitis, à Grand-Métis, dans la région administrative du Bas-Saint-Laurent, au Québec. Cette centrale, d'une puissance installée de 4 MW, a été mise en service en 1947. Elle a été rachetée par Hydro-Québec lors de la nationalisation de l'électricité dans la province en 1963. La centrale n'est plus en activité depuis 2018.

## Historique
Avec la demande grandissante d'électricité dans la région, un projet de construction d'une deuxième centrale électrique sur la Rivière Mitis est envisagé. Elsie Reford, propriétaire des terrains et de la rivière Mitis est menacée d'expropriation. C'est alors que l'entrepreneur Jules A. Brillant, fondateur de la compagnie de Pouvoir du Bas-Saint-Laurent, se porte acquéreur de la section entre les chutes et le pont Bergeron de la rivière Mitis en 1942 auprès d'Elsie Reford. Il y fait construire un barrage ainsi qu'une centrale hydroélectrique nommée Mitis-2 d'une puissance de 4 MW qui sont complétés en 1947. Les installations sont acquises par Hydro-Québec en 1963 lors de la nationalisation de l'électricité. Dès 1964, le ministère du tourisme, de la chasse et de la pêche installe un système de piégeage du saumon en aval de la centrale et de transport en camion pour amener les saumons en amont des deux centrales,. Le territoire de fraie du saumon s'allonge donc de moins de 2 km à 46 km sur la rivière Mitis, mais s'étend jusqu'à 70 km avec les tributaires,. Des installations sont également prévus pour la dévalaison du saumon.   
La centrale est inactive depuis 2018.   